# Черкашина-Губаренко Марина Романівна
Черка́шина-Губаре́нко Марина Романівна (22 червня 1938, Харків — 28 червня 2024, Київ) — український музикознавець, музичний критик, педагог, лібретист. Доктор мистецтвознавства, професор, академік Національної академії мистецтв України (2017). Засновник і голова Київського Вагнерівського товариства. Автор численних наукових праць, переважно в галузі музичного театру.

## Життєпис
Дочка режисера і актора Романа Черкашина і актриси Юлії Фоміної (діячів театру Леся Курбаса «Березіль»).
1962 року закінчила Харківську консерваторію за класом Г. Тюменєвої, в 1970 — аспірантуру при Московській консерваторії за класом Б. О. Ярустовського.
У 1964—1985 викладала у Харківській державній консерваторії = Інституті мистецтв ім. І. П. Котляревського (з 1973 доцент, з 1979 — завідувач кафедри історії музики).
З 1985 — професор Київської консерваторії = Національної музичної академії України ім. П. Чайковського (1985 — завідувач Кафедри історії музики, у 1999—2015 — завідувач Кафедри історії зарубіжної музики, 2017—2018 — завідувач Кафедри оперної підготовки).
1972 — кандидат мистецтвознавства (дисертація «Сучасна музично-психологічна драма: деякі тенденції розвитку жанру»).
1985 — доктор мистецтвознавства (дисертація «Історична опера першої половини XIX ст. Проблеми інтерпретації історії. Судьби жанру»).
Член Спілки композиторів СРСР і Спілки композиторів України (з 1970).
З 2000 член-кореспондент, з 2017 — дійсний член (академік) Національної Академії мистецтв України.
Під керівництвом М. Р. Черкашиної-Губаренко написані й захищені 8 докторських і 32 кандидатські дисертації.
Серед учнів музикознавці: К. Гейвандова, Г. Куколь, О. Сердюк, С. Лащенко, О. Сакало, Г. Ганзбург, Л. Гнатюк, І. Драч.

## Почесні звання, нагороди
- Лауреат Премії Українського театрального товариства (1987).
- Лауреат Премії імені М. В. Лисенка (1998).
- Заслужений діяч мистецтв України (2008).

## Сім'я
- Батько — Черкашин Роман Олексійович (1906—1993), актор, заслужений артист України, професор.
- Мати — Фоміна Юлія Гаврилівна (1907—1997), актриса Харківського театру української драми ім. Т. Г. Шевченка.
- Чоловік — Губаренко Віталій Сергійович (1934—2000), композитор, народний артист України.
- Донька — Губаренко Ірина Віталіївна (1959—2004), композитор, письменниця.

## Опубліковані праці

### Книги
- Черкашина М. Р. Опера XX століття: Нариси. — Київ, 1981. — 208 с.
- Черкашина М. Р. Александр Николаевич Серов. — Москва, 1985. — 162 с.
- Черкашина М. Р. Историческая опера эпохи романтизма. — Київ, 1986. — 182 с.;
- Іванова І. Л., Куколь Г. В., Черкашина М. Р. Історія опери: Західна Європа ХУ11-XIX століття: навчальний посібник / За ред. М. Р. Черкашиної. — Київ, 1998. — 384 с.
- Черкашина М. Р. Творчі дебюти Жанни Колодуб. — Київ, 1999. — 24 с.
- Черкашина М. Р. Музыка и театр на перекрестке эпох: Сборник статей: В 2 т. — Київ, 2002 — Т. 1. — 184 с.; Т. 2. — 208 с.

### Статті
| - 1. Дмитро Клебанов // Українське музикознавство. — Вип. 3. — Київ, 1968. - 1. Шевченко і музика // Музыкальная жизнь. — 1961. — № 4. - 2. Молодые композиторы Харькова // Музыкальная жизнь. — 1961. — № 24. [У співавторстві з Т. Краснопольською] - 3. «Кобзарь» Шевченко и украинская музыка // Музыкальная жизнь. — 1964. — № 5. - 4. Голоса молодых // Советская музыка. — 1964. — № 11. - 5. «Коммунист» // Советская музыка. — 1965. — № 4. [За подписью М. Романова]. - 6. Котко на родине // Советская музыка. — 1967. — № 7. - 7. Поиски после премьеры // Советская музыка. — 1968. — № 6. [За по-дписью М. Романова]. - 8. Проблемы Казанского оперного // Советская музыка. — 1968. — № 8. - 9. Социально-психологическая трагедия // Советская музыка. — 1971. — № 6. - 10. Музично-психологічна драма ХХ сторіччя // Музика. — 1971. — № 1. - 11. Вірність традиціям // Музика. — 1972. — № 1. - 12. Вернуть былую славу // Советская музыка. — 1872. — № 9. - 13. Под знаменем добра // Советская музыка. — 1973. — № 2. - 14. Барометр «песенной погоды» // Советская музыка. — 1973. — № 5. - 15. Вихователь золотих голосів // Музика. — 1973. — № 5. - 16. Поэма о подвиге // Советская музыка. — 1974. — № 1. - 17. От «контрастной полифонии» к дуэту согласия // Советская музы-ка. — 1974. — № 6. - 18. Концерты съезда: мнения, оценки // Советская музыка. — 1974. — № 9. - 19. Майстерність і натхнення // Музика. — 1975. — № 1. - 20. Необычное исследование // Советская музыка. — 1975. — № 6. - 21. Рижская опера. Будни // Советская музыка. — 1978. — № 11. - 22. Четыре Сусанина. Подвиг героя-патриота в опере Глинки и сов-ременном ему искусстве. — Музыкальная жизнь. — 1979. — № 10. - 23. Гендель и театр // Советская музыка. — 1979. — № 9. - 24. «Вильгельм Телль» Россини // Музыкальная жизнь. — 1980. — № 14. - 25. Панорама картин и лиц // Советская музыка. — 1981. — № 10. - 26. Три вечера весны // Советская музыка. — 1982. — № 7. - 27. Пам'яті В. І. Сокальського // Музика. — 1983. — № 5. - 28. «Коміше опер» у Києві // Музика. — 1984. — № 2. - 29. «Севильский цирюльник» // Музыкальная жизнь. — 1984. — № 8. - 30. Образи древнього Києва у вітчизняній опері // Музика. — 1982. — № 2. - 31. Забуте ім'я // Музика. — 1982. — № 4. - 32. «Известно, сколь велика выстроенность формы у Прокофьева» // Советская музыка. — 1985. — № 4. - 33. Варшавский Большой в Москве // Советская музыка. — 1986. — № 1. - 34. Хореографічна версія літературної класики. «Війна і мир» на одеській сцені // Музика. — 1988. — № 2. - 35. «Слава нашему народу, рождающему таких художников» (К 80 летию Д. Шостаковича) // Под знаменем ленинизма. — 1986. — № 16. - 36. Театр вимагає перебудови // Музика. — 1988. — № 4. - 37. Любители оперы, отзовитесь // Советская музыка. — 1989. — № 5. - 38. Пам'яті композитора // Музика. — 1989. — № 5. - 39. Становление // Советская музыка. — 1990. — № 8. - 40. Смак, фантазія, культура (Англійська національна опера у Києві) // Музика. — 1990. — № 5. - 41. Наш земляк Сергій Прокоф'єв // Музика. — 1991. — № 4. - 42. Наполеон музыкальной эпохи: К 200 летию со дня рождения Рос-сини. — 1992. — № 1. [Совместно с И. Драч]. - 43. Діалог з колегою // Музика. — 1992. — № 4. - 44. Немецкий мастер как учитель Прокофьева // Музыкальная акаде-мия. — 1994. — № 3. - 45. Размышления о феномене оперы // Музыкальная академия. — 1995. — № 1. - 46. Наш Шостакович (До 90 річчя від дня народження) // Музика. — 1996. — № 5. - 47. «Набукко» Дж. Верди на киевской сцене // Зелёная лампа. — 1997. — № 1. - 48. Историческая опера как метажанр (на примере «Коронации По-ппеи» Монтеверди. «Юлия Цезаря» в Египте" Генделя. «Гугено-тов» Мейербера) // Музыкальная академия. — 1997. — № 1. - 49. Призрак оперы в прозе Михаила Булгакова // Музыкальная ака-демия. — 1997. — № 2. - 50. Шостакович на Украине / «Последний музыкальный гений эпо-хи» // Музыкальная академия. — 1997. — № 4. - 51. За лаштунками театру богині Кліо // Art Line. — 1997. — № 7-8. - 52. «Байройт-97» // Музика. — 1997. — № 6. - 53. Дело Мейербера с дистанции времени // Музыкальная академи-я. — 1998. — № 2. - 54. Паломничество в Байройт // Музыкальная академия. — 1998. — № 2. [За подписью М. Губаренко]. - 55. Мусоргский и Флобер // Зелёная лампа. — 1998. — № 1. - 56. От народной песни до додекафонной техники // Зелёная лампа. — 1999. — № 1-2. - 57. Сны и сновидения в биографии и творчестве Рихарда Вагнера («Лоэнгрин» и «Парсифаль») // Зелёная лампа. — 1999. — № 3-4. - 58. Франц Лист и Александр Серов // Зелёная лампа. — 1999. — № 3-4. - 59. Слідами Мюнхенського фестивалю // Кіно. Театр. — 2001. — № 6 (38). - 60. «Кармен» повертається // Музика. — 2002 — травень-червень, № 3. - 61. Опера для всех // Музыкальная академия. — 2002. — № 4. - 62. Балет «Анна Каренина»: тридцать лет спустя // Музыкальная академия. — 2003. — № 3. — С. 117—120. - 63. Публика выбирает оперу. // Музыкальная академия. — 2005. — № 1. - 64. «Пора нам в оперу скорей…». // Музыкальная академия. −2005. — № 4. - 65. Мюнхенский оперный фестиваль 2006. Конец главы. — Музыкальная академия, 2007, № 1, с.150-154 - 66. Дмитро Шостакович у Києві. — Музика, 2007, березень-квітень. — С.26-27. - 67. Мюнхенский оперный фестиваль 2006. Конец главы. — Музыкальная академия, 2007, № 1, с.150-154 - 68. Опера Вагнера в інтерпретації українських митців. -Кіно. Театр, 2006,№ 5, с.13-14 - 69. Дмитро Шостакович у Києві. — Музика, 2007, березень-квітень. — С.26-27. - 70. Вигадати велосипед. Авторська колонка Марини Черкашиної. — Тиждень, 2008, № 6, С.73 - 71. Українська музика у сучасному медіа-просторі: фрагменти і коментарі. — Музика, 2008, — травень-червень. — С. 11-13. - 143. Мучениця нашого часу. Роздуми про сучасну українську оперу. — День, 23 лютого 2008, С. 7 |

### Лібрето
До творів В. Губаренка:
- Вій. Опера-балет (у співавторстві з Л. Михайловим, 1980)
- Сват мимоволі. Опера (1984)
- Альпійська балада. Опера (1985)
- Згадайте, братія моя. Опера-ораторія (1990)
- Самотність. (1992)
- Монологи Джульєтти (1998)